# Crnogorski književni list
Crnogorski književni list je bio crnogorski dvotjednik, časopis za književnost, kulturu, umjetnost, znanost i politiku koji je tiskan na crnogorskom, hrvatskom, bošnjačkom i srpskom jeziku.
Tiskan je od 2001. do 2006. u nakladi tvrtke DUKS (Dukljanski skriptorij) bliske Dukljanskoj akademiji nauka i umjetnosti, a glavni i odgovorni urednik je bio književnik Jevrem Brković.
Crnogorski književni list se, u oštrom i polemičkom tonu, obračunavao s velikosrpskim recidivima na crnogorskoj političkoj i kulturnoj sceni. Suradnici ovoga lista su snažno promovirali zahtjev da crnogorski jezik postane službeni.
Časopis je okupljao najznačajniji broj suvremenih crnogorskih književnika. Suradnici Crnogorskog književnog lista bili su i Mirko Kovač, Borislav Jovanović, Aleksandar Bečanović, Balša Brković, itd. 
Nakon što je Crna Gora 21. svibnja 2006. izglasala svoju neovisnost, Crnogorski književni list je ubrzo prestao izlaziti.

## Vanjske poveznice
- Impresum Crnogorskog književnog lista